# Фарбувальниця звичайна
Фарбувальниця звичайна, хрозофора фарбувальна (Chrozophora tinctoria) — вид трав'янистих рослин з родини молочайні (Euphorbiaceae), поширений у Північній Африці, Південній Європі, Західній, середній і західній частині Південної Азії.

## Опис
Однорічна рослина 10–75 см. завдовжки. Стебла прямостійні, розчепірено розгалужені, сірувато-повстяні. Листові пластини від широко яйцювато-ромбічних до яйцювато-ланцетних, (2)3–7 × (1)2–6 см, тупі, підгострі або гострі на верхівці. Квітки ≈ 3.5 мм довжиною, одностатеві, з подвійною оцвітиною, в верхівкових і пазушних суцвіттях; маточкові квітки розміщені по 1–4 біля основи того ж суцвіття.

## Поширення
Поширений у Північній Африці, Південній Європі, Західній, Середній і західній частині Південної Азії.
В Україні вид зростає у засмічених місцях, виноградниках, садах — на ПБК.

## Використання
Цей вид використовується як джерело синього барвника.